# Солодовник, Леонид Дмитриевич
Леонид Дмитриевич Солодовник (23 марта 1926, село Гупаловка Котовского района, теперь Магдалиновского района Днепропетровской области — 10 апреля 2014, город Симферополь) — украинский советский партийный деятель, 2-й секретарь Крымского обкома КПУ, начальник Главного управления по охране государственных тайн УССР. Депутат Верховного Совета УССР 9-го созыва. Кандидат в члены ЦК КПУ в 1976 — 1981 гг.

## Биография
Родился в семье военного. Окончил среднюю школу.
В 1942 — 1943 г. — секретарь Белозерского районного комитета ВЛКСМ Челябинской области РСФСР.
В 1943 — 1950 г. — служба в Советской армии. В 1943 году окончил Луганскую военную авиационную школу. Участник Великой Отечественной войны. Служил стрелком-радистом 20-го гвардейского бомбардировочного полка дальней авиации. Наносил удары по фашистской группировке в Крыму, бомбил вражеские позиции на Сапун-горе, совершил сотни боевых вылетов, закончив войну в поверженном Берлине.
Член КПСС с 1953 года.
Образование высшее. В 1954 году окончил исторический факультет Крымского педагогического института имени Фрунзе.
В 1954 — 1955 г. — заместитель заведующего отдела пропаганды и агитации, секретарь Крымского областного комитета ЛКСМУ. В 1955 — 1958 г. — 2-й секретарь Крымского областного комитета ЛКСМУ.
Принимал участие в создании футбольной команды «Таврия» в Симферополе.
В 1958 — январе 1963 г. — заместитель заведующего, заведующий отделом партийных органов Крымского областного комитета КПУ.
В январе 1963 — декабре 1964 г. — секретарь Крымского сельского областного комитета КПУ.
В декабре 1964 — январе 1972 г. — секретарь Крымского областного комитета КПУ.
В январе 1972 — ноябре 1978 г. — 2-й секретарь Крымского областного комитета КПУ.
В 1978 — 1992 г. — начальник Главного управления по охране военных и государственных тайн Украинской ССР.
В 1992 — 1994 г. — начальник Управления по охране государственных тайн в Республике Крым.
Затем — на пенсии в городе Симферополе. Был председателем контрольно-ревизионной комиссии Крымской республиканской организации Коммунистической партии Украины.
В марте 2014 г. голосовал за аннексию Крыма Российской Федерацией.
Умер 10 апреля 2014 года.

## Звания
- полковник авиации

## Награды
- орден Отечественной войны 2-й ст. (6.04.1985)
- 6 орденов
- медали